# 佩斯利
佩斯利是英国苏格兰的一个镇。
佩斯利镇居民有七万多，远远超过苏格兰的小城市。但是由于其鄰近格拉斯哥，所以不设市而直屬大格拉斯哥（Greater Glasgow）范围。格拉斯哥国际机场在佩斯利镇与伦弗鲁镇之间，是苏格兰最繁忙的机场。
佩斯利大学建校于1897年，但主要提供职业培训。直到1992年才获得大学资格。圣米伦足球俱乐部是佩斯利的本地队伍，参加苏格兰足球超级联赛。